# Polígono industrial Vilar do Colo
El polígono industrial Vilar del Colo es una zona industrial y de uso terciario-mixto situada entre los ayuntamientos de Cabañas y Fene.

## Historia y descripción
Fue promovido por la SEPES y los Ayuntamientos de Cabañas y Fene. Inaugurado en el año 2000, tiene una superficie de más de 852.000 metros cuadrados desarrollada en dos fases.
En 2007 se creó la asociación que agrupa los empresarios asentados en el polígono. Ese mismo año, María José Caride, cómo consejera de Política Territorial, Obras Públicas y Transporte, inauguraba la carretera AC-563, que serviría para conectar la zona industrial con la AC-564 (carretera de Cabanas a Puentes de García Rodríguez) y, a la vez, esta con la VG-1.2 a Mugardos.
En 2010 lo luego ministro de Fomento, José Blanco López, presentaba el proyecto para la nueva "Base de Salvamento Marítimo y Lucha contra la Contaminación" que se habría de construir en el tenérmelo fenés.
En abril de 2011 la plataforma ecologista ADEGA convocó una concentración contra de la ampliación de este polígono. La modificación -en 2015- de la ordenanza que regula los usos de Vilar do Colo fomentó la apertura de nuevos negocios al otro lado del ámbito industrial.
El polígono de Vilar do Colo se caracteriza, además, por estar atravesado por el Camino de Santiago de los Ingleses.

## Accesos
- AP-9F salida 25F
- N-651 km 27
- VG-1.2
- AC-563